# Гулер Думан
Гулер Думан (тур. Güler Duman; Истанбул, 30. јун 1967) је турски уметник народне музике, текстописац, композитор, водитељ и наставник музике. Био је један од најбољих извођача турске народне музике са албумима који је објавио од раних 1980-их.